# Flaga Gwatemali
Flaga Gwatemali – używana od 26 grudnia 1997. Proporcje wynoszą 5:8. Flaga i bandera cywilna są bez herbu.

## Opis
Barwy flagi pochodzą od flagi Zjednoczonych Prowincji Ameryki Środkowej, w których skład Gwatemala wchodziła w latach 1823–1838. Flaga ta miała trzy pasy poziome – niebieski, biały i niebieski. W 1871 Gwatemala przyjęła flagę o pasach pionowych, z emblematem w centrum pasa białego. Kształt tego emblematu zmieniano w 1968 i ponownie w 1997.
Kolory symbolizują sprawiedliwość i stałość (błękitny) oraz czystość (biały). Głównym elementem emblematu jest kwezal herbowy (łac. Pharomachrus mocinno), którego Aztekowie uznawali za posłańca bogów. Obecnie ptak uznawany jest za symbol dumy Indian, a ponieważ nie może żyć w niewoli, jest symbolem wolności. Siedzi na pergaminie z napisem w języku hiszpańskim „Libertad 15 de Septiembre de 1821” (pol. Wolność 15 września 1821) upamiętniającym datę uzyskania niepodległości. Karabiny symbolizują wolę obrony wolności i suwerenności, a wieniec laurowy to symbol zwycięstwa.
W 1997 doszło do poprawki pisowni widniejącego na pergaminie słowa „Setiembre” na „Septiembre” (pol. Wrzesień).

## Flagi osób rządzących

Sztandar prezydencki
Sztandar wiceprezydenta
Sztandar przewodniczącego kongresu Gwatemali
Sztandar przewodniczącego Sądu Najwyższego Gwatemali
Sztandar ministra obrony Gwatemali
Sztandar szefa sztabu generalnego

## Historyczne wersje flagi

Flaga Gwatemali 1825–1838
Flaga Gwatemali 1838–1843
Flaga Gwatemali 1843–1851
Flaga Gwatemali 1851–1858
Flaga rządowa z lat 1851–1858
Flaga Gwatemali 1858–1871
Flaga rządowa z lat 1858–1871
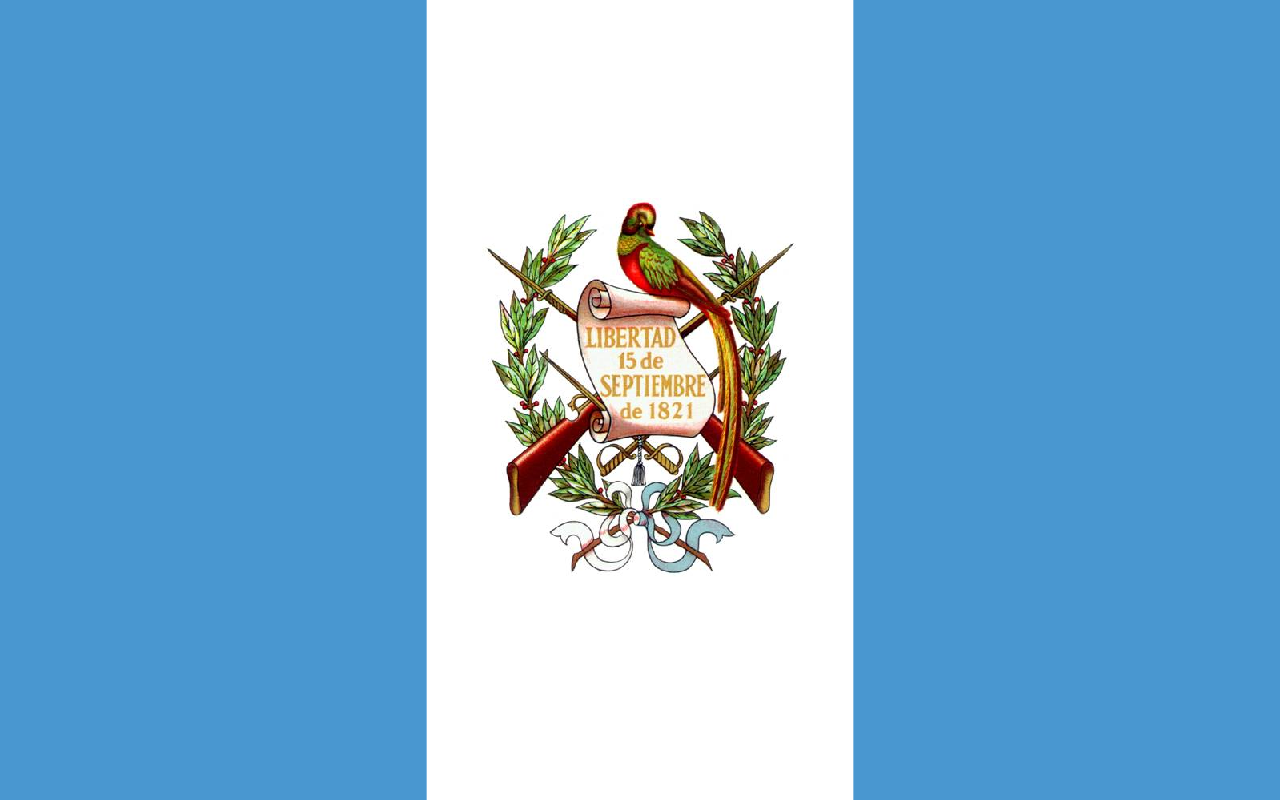
Flaga z 1871 roku
Flaga Gwatemali 1871–1968